# Maxomys whiteheadi
Maxomys whiteheadi är en däggdjursart som först beskrevs av Thomas 1894.  Maxomys whiteheadi ingår i släktet taggråttor och familjen råttdjur. IUCN kategoriserar arten globalt som sårbar. Inga underarter finns listade i Catalogue of Life.
Denna gnagare förekommer på södra Malackahalvön, på Borneo på Sumatra och troligen på några mindre öar i regionen. Den vistas i låglandet och i bergstrakter upp till 2100 meter över havet. Habitatet varierar mellan olika slags skogar och odlingsmark. Ibland besöker arten mangroveskogar.